# Пролесник
Проле́сник (лат. Mercuriális) — род однолетних или многолетних травянистых растений семейства Молочайные (Euphorbiaceae).
Представители рода произрастают в Средиземноморье, а также умеренных и субтропических областях Евразии.
В России 3 вида — в европейской части и на Кавказе, в том числе Пролесник многолетний (Mercurialis perennis), который можно увидеть практически повсеместно в российских лесах.

## Ботаническое описание
В отличие от большинства родов семейства Молочайные, пролесники не имеют млечного сока.
Это невысокие травянистые растения с супротивными листьями.
Цветки двудомные, редко однодомные, невзрачные, мелкие, зеленоватые, не имеют лепестков. Околоцветник простой, трёхраздельный. Тычиночные цветки в прерванных колосьях, с шаровидной трёхраздельной чашечкой, без лепестков, с 8—20 (чаще 8—12) тычинками, нити свободные; пестичные — по 1—2 в пазухах прицветного листа или в малоцветковом кистевидном или колосовидном соцветии, с 3 черепичато расположенными чашелистиками, с 2 нитевидными железками, чередующимися с плодолистиками. Завязь обычно двугнездная, в каждом гнезде одна семяпочка. Опыляются преимущественно ветром.
Плоды дробные, с двумя односемянными долями.
Все части растения ядовиты.

## Классификация

### Таксономия
Mercurialis L., 1753, Sp. Pl. : 1035
Род Пролесник относится к семейству Молочайные (Euphorbiaceae) порядка Мальпигиецветные (Malpighiales). Таксономическая схема в соответствии с Системой APG IV по состоянию на декабрь 2023 года:
|  |                                      |  |                                   |                                   |                      |  | ещё 35 семейств |               |               |                                                           |
|  |                                      |  |                                   |                                   |                      |  |                 |               |               | 13 подтвержденных видов и 3 вида, ожидающих подтверждения |
|  |                                      |  |                                   | порядок Мальпигиецветные          |                      |  |                 |               | род Пролесник |                                                           |
|  |                                      |  |                                   | порядок Мальпигиецветные          |                      |  |                 |               | род Пролесник |                                                           |
|  | отдел Цветковые, или Покрытосеменные |  |                                   |                                   | семейство Молочайные |  |                 |               |               |                                                           |
|  | отдел Цветковые, или Покрытосеменные |  |                                   |                                   |                      |  |                 |               |               |                                                           |
|  |                                      |  | ещё 63 порядка цветковых растений | ещё 63 порядка цветковых растений |                      |  |                 | еще 226 родов | еще 226 родов |                                                           |
|  |                                      |  |                                   | ещё 63 порядка цветковых растений |                      |  |                 |               | еще 226 родов |                                                           |

### Виды
- Mercurialis × longifolia Lam.
- Mercurialis × paxii Graebn.
- Mercurialis annua L. — Пролесник однолетний
- Mercurialis canariensis Obbard & S.A.Harris
- Mercurialis corsica Coss. & Kralik
- Mercurialis elliptica Lam.
- Mercurialis huetii Hanry
- Mercurialis leiocarpa Siebold & Zucc.
- Mercurialis longistipes (Borbás) Baksay
- Mercurialis ovata Sternb. & Hoppe — Пролесник яйцевидный
- Mercurialis perennis L. — Пролесник многолетний
- Mercurialis reverchonii Rouy
- Mercurialis tomentosa L.

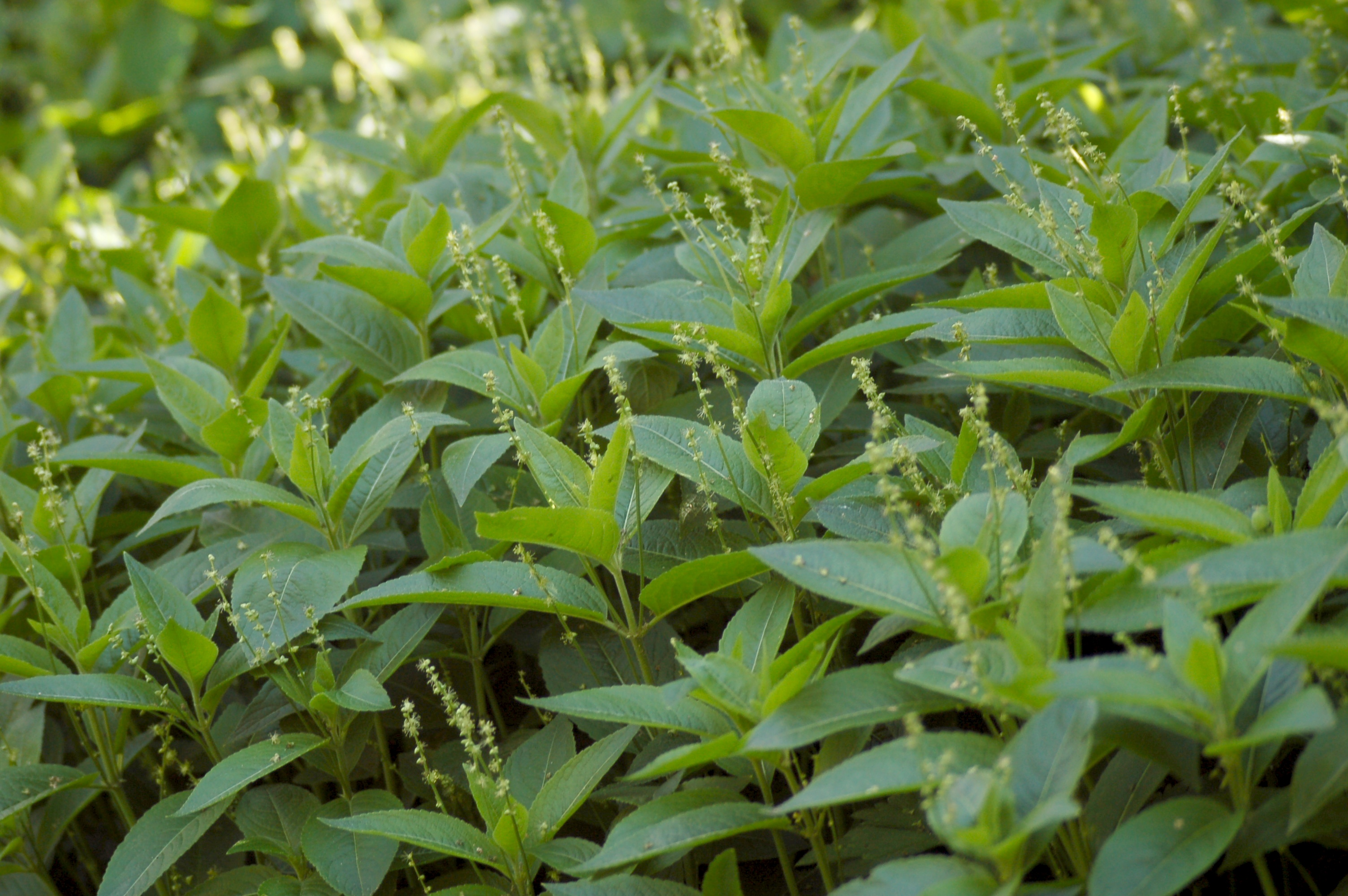
Пролесник многолетний (Mercurialis perennis)
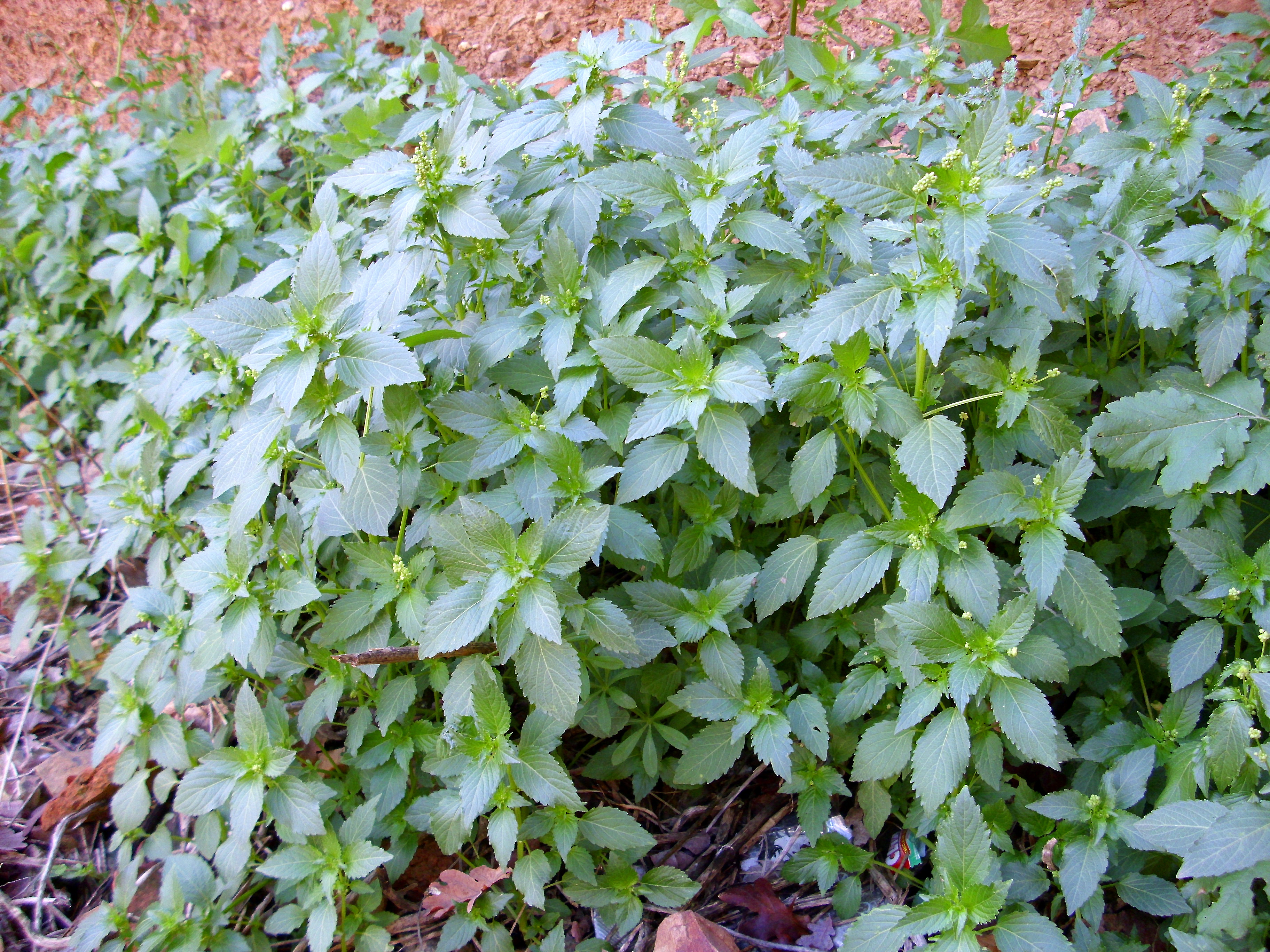
Mercurialis ambigua
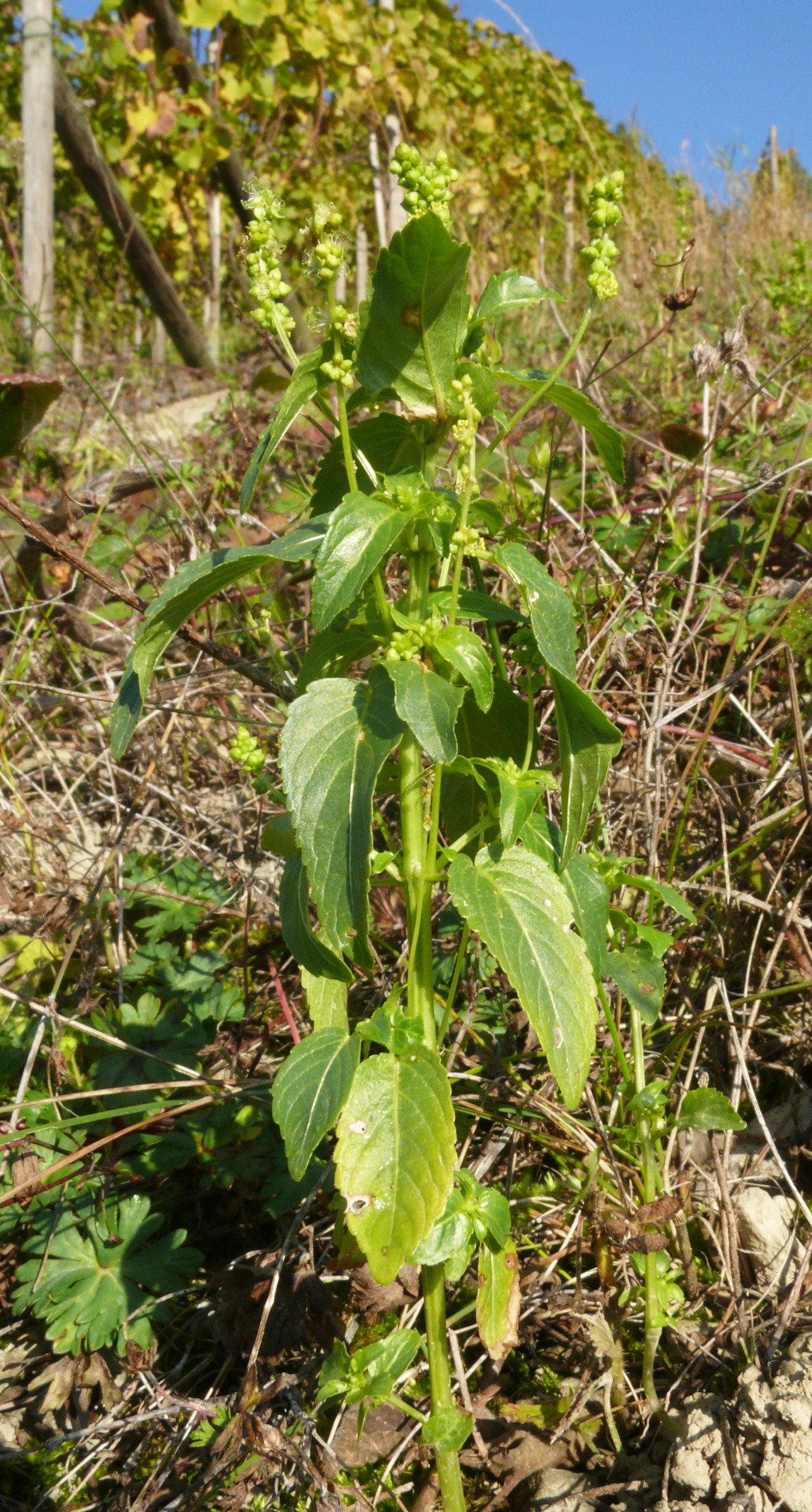
Пролесник однолетний (Mercurialis annua)
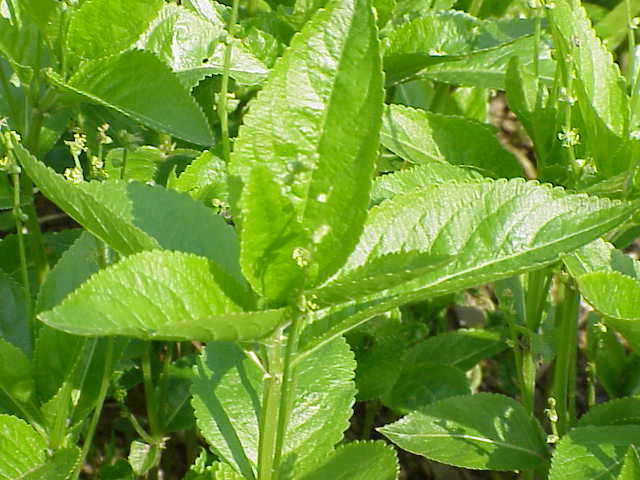
Mercurialis ovata

## Интересный факт
Пролесник однолетний (Mercurialis annua) наряду со шпинатом был одним из первых объектов в опытах Камерариуса в 1691 году по доказательству наличия половых функций у растений.